# Árabe levantino meridional
O árabe levantino meridional (em árabe: اللهجة الشامي الجنوبية), é uma subdivisão do árabe levantino, um dos cinco principais ramos da língua árabe. É falado predominantemente na Palestina, bem como na área ocidental da Jordânia (Ajlun, Balca, Caraque, Mafraque, Amã, Irbide, Gérasa e Madaba), onde é utilizado na fala cotidiana principalmente dessas populações, enquanto a maioria dos documentos e mídias escritos e oficiais usa o árabe moderno padrão. Possui o código de idioma ISO 639-3 "ajp" e tem como principais contínuos dialetais o árabe jordaniano e o árabe palestino.